# Sven Alfons
Sven Gunnar Alfons, född 5 september 1918 i Lund, död 16 september 1996 i Danderyd, var en svensk författare, konstnär och litteratur- och konstkritiker.

## Biografi
Föräldrar var biblioteksvaktmästaren Carl Alfons och Inez Möller. Efter studentexamen 1937 blev Alfons fil. lic. 1945. Han kom därefter att arbeta som litteratur- och konstkritiker i Lunds Dagblad, Aftontidningen, Bonniers litterära magasin och Konstrevy. Han utgav även böcker om Carl Larsson och Giuseppe Arcimboldo.
Som lyriker med avstamp i 1940-talet stod Sven Alfons relativt fri från den svenska tidstypiska ångestladdade metaforiken. I den visionärt luftiga och gåtfulla poesi han gestaltade anas i stället preferenser för engelskspråkig modernism, hos Ezra Pound och T.S. Eliot. I diktsamlingen Ängelens bild från tidigt 1960-tal tematiserade Alfons i flera dikter konstnärens roll och dennes plats i samtiden.
Alfons är representerad vid bland annat Moderna museet  och Norrköpings Konstmuseum. Han var gift med Harriet Alfons från 1945, och därigenom svärson till Ragnar Josephson.
Sven Alfons är gravsatt i minneslunden på Djursholms begravningsplats.

### Redaktör
- Larsson, Carl (1952). Carl Larsson skildrad av honom själv i text och bilder : en krönika / sammanställd av Harriet och Sven Alfons. Stockholm: Bonnier. Libris 1455243

## Priser och utmärkelser
- 1954 – Boklotteriets stipendiat
- 1965 – Bellmanpriset
- 1980 – Hedersdoktor vid Lunds universitet
- 1990 – Gerard Bonniers pris